# 264-й корпусной артиллерийский полк
264-й корпусной артиллерийский полк — воинская часть Вооружённых Сил СССР в Великой Отечественной войне. Полк мог называться также 264-й пушечный артиллерийский полк, 264-й пушечный артиллерийский полк РВГК, 264-й армейский артиллерийский полк.

## История
Полк сформирован 14 сентября 1936 года.
Принимал участие в освобождении Западной Украины.
В действующей армии во время ВОВ с 22 июня 1941 года по 20 июня 1943 года.
На 22 июня 1941 года входил в состав 15-го стрелкового корпуса и дислоцировался в Острувке близ Любомля. По плану обороны на период отмобилизования, сосредоточения и развертывания войск Киевского особого военного округа на 1941 год перед полком ставилась задача совместно с 589-м гаубичным артиллерийским полком РГК поддерживать артиллерийским огнём оборону 45-й стрелковой дивизии, 47-го и 201-го пулемётно-артиллерийских батальонов, 1-й — 4-й застав 98-го погранотряда по фронту Влодава, Бережце.
C 22 июня 1941 года полк выполняет задачи, поставленные перед ним планом, действует вместе с 45-й стрелковой дивизией, к 25 июня 1941 года отходит в район Старой Гуты. Очевидно в первые дни июля 1941 года снят с позиций и переброшен сначала на западное направление, затем на северо-западное. Причём по состоянию на 13 июля 1941 года полку одновременно ставится задача в составе 53-го стрелкового корпуса 24-й армии оборонять Яковлево, Дорогобуж, Днепр до реки Ужа и далее на юг по Уже почти до Ельни, а также штабом 29-й армии занять огневые позиции в районе станции Пола, Лычково, Никольское. Причины тому установить сложно, полк мог быть перенаправлен в пути, или отправлен на северо-западное направление ошибочно. Как бы то ни было, по состоянию на 1 августа 1941 года полк вошёл в состав 11-й армии.
В августе 1941 года, будучи подчинённым 34-й армии, участвовал в контрударе под Старая Русса, с сентября 1941 года, отступив после контрудара в район северо-восточнее Старой Руссы, ведёт там бои до своего преобразования. Очевидно, что в сентябре-октябре 1941 года привлекался к боевым действиям севернее, в районе Новгорода.
В 1942 году полк принимал участие в Демянской наступательной операции, наносит удары в районах Пенно — Михалкино — Малые Горбы, в течение всего 1942 года полк, являясь армейским полком 11-й армии, действует в районе Демянска, Старой Руссы и «рамушевского коридора». С 15 декабря по 29 декабря 1942 года на станции Пола на основе 841-го полков формируется 72-я пушечная артиллерийская бригада. В составе бригады полк принял участие в Демянской наступательной операции, поддерживая огнём наступление 55-ю и 170-ю стрелковые дивизии.
Весной-летом 1943 года участвует в наступлении на Старую Руссу.
20 июня 1943 года преобразован в 79-й гвардейский пушечный артиллерийский полк.
Знамя 264-го артиллерийского полка экспонируется в музее артиллерии, инженерных войск и войск связи, а преемником полка в настоящее время является 7-я гвардейская ракетная Краснознамённая Режицкая дивизия.

## Подчинение
| Дата            | Фронт (округ)         | Армия                                     | Корпус                 | Дивизия                     | Бригада                              |
| --------------- | --------------------- | ----------------------------------------- | ---------------------- | --------------------------- | ------------------------------------ |
| 22.06.1941 года | Юго-Западный фронт    | 5-я армия                                 | 15-й стрелковый корпус | -                           | -                                    |
| 01.07.1941 года | Юго-Западный фронт    | 5-я армия                                 | 15-й стрелковый корпус | -                           | -                                    |
| 10.07.1941 года | Юго-Западный фронт    | 5-я армия                                 | 15-й стрелковый корпус | -                           | -                                    |
| 01.08.1941 года | Северо-Западный фронт | 11-я армия                                | -                      | -                           | -                                    |
| 01.09.1941 года | Северо-Западный фронт | 34-я армия                                | -                      | -                           | -                                    |
| 01.10.1941 года | Северо-Западный фронт | Новгородская армейская оперативная группа | -                      | -                           | -                                    |
| 01.11.1941 года | Северо-Западный фронт | 11-я армия                                | -                      | -                           | -                                    |
| 01.12.1941 года | Северо-Западный фронт | 11-я армия                                | -                      | -                           | -                                    |
| 01.01.1942 года | Северо-Западный фронт | 11-я армия                                | -                      | -                           | -                                    |
| 01.02.1942 года | Северо-Западный фронт | 11-я армия                                | -                      | -                           | -                                    |
| 01.03.1942 года | Северо-Западный фронт | 11-я армия                                | -                      | -                           | -                                    |
| 01.04.1942 года | Северо-Западный фронт | 11-я армия                                | -                      | -                           | -                                    |
| 01.05.1942 года | Северо-Западный фронт | 11-я армия                                | -                      | -                           | -                                    |
| 01.06.1942 года | Северо-Западный фронт | 11-я армия                                | -                      | -                           | -                                    |
| 01.07.1942 года | Северо-Западный фронт | 11-я армия                                | -                      | -                           | -                                    |
| 01.08.1942 года | Северо-Западный фронт | 11-я армия                                | -                      | -                           | -                                    |
| 01.09.1942 года | Северо-Западный фронт | 11-я армия                                | -                      | -                           | -                                    |
| 01.10.1942 года | Северо-Западный фронт | 11-я армия                                | -                      | -                           | -                                    |
| 01.11.1942 года | Северо-Западный фронт | 11-я армия                                | -                      | -                           | -                                    |
| 01.12.1942 года | Северо-Западный фронт | 27-я армия                                | -                      | -                           | -                                    |
| 01.01.1943 года | Северо-Западный фронт | 11-я армия                                | -                      | 26-я артиллерийская дивизия | 72-я пушечная артиллерийская бригада |
| 01.02.1943 года | Северо-Западный фронт | 11-я армия                                | -                      | 26-я артиллерийская дивизия | 72-я пушечная артиллерийская бригада |
| 01.03.1943 года | Северо-Западный фронт | 11-я армия                                | -                      | 26-я артиллерийская дивизия | 72-я пушечная артиллерийская бригада |
| 01.04.1943 года | Северо-Западный фронт | 34-я армия                                | -                      | 26-я артиллерийская дивизия | 72-я пушечная артиллерийская бригада |
| 01.05.1943 года | Северо-Западный фронт | 34-я армия                                | -                      | 26-я артиллерийская дивизия | 72-я пушечная артиллерийская бригада |
| 01.06.1943 года | Северо-Западный фронт | 34-я армия                                | -                      | 26-я артиллерийская дивизия | 72-я пушечная артиллерийская бригада |

## Командиры
- подполковник М. П. Струнов

## Другие подразделения ствольной артиллерии с тем же номером
- 264-й артиллерийский полк Южного фронта